# Shin Megami Tensei: Devil Survivor 2
Shin Megami Tensei: Devil Survivor 2, i Japan känt som enbart Devil Survivor 2 (デビルサバイバー2 Debiru Sabaibā Tsū?, "Djävulsöverlevande 2"), är ett turordningsbaserat strategi- och datorrollspel som utvecklades av Atlus till Nintendo DS. Atlus släppte det den 28 juli 2011 i Japan och den 28 februari 2012 i Nordamerika; det gavs även ut i Europa den 18 oktober 2013 av Ghostlight. Spelet är en fristående uppföljare till Shin Megami Tensei: Devil Survivor; det har liknande gameplay och teman, men utspelar sig i en annan värld.

## Shin Megami Tensei: Devil Survivor 2: Record Breaker
En remake vid namn Shin Megami Tensei: Devil Survivor 2: Record Breaker (デビルサバイバー2 ブレイクレコード Debiru Sabaibā Tsū Bureiku Rekōdo?) släpptes till Nintendo 3DS den 29 januari 2015 i Japan. Den planeras även ges ut av Atlus i början av 2015[uppföljning saknas] i Nordamerika, och av Nintendo någon gång under 2015 i Sydkorea. Den här versionen av spelet har högre upplöst grafik och en röstskådespelad dialog. Den innehåller även ett nytt spelbart scenario som utspelar sig efter huvudspelet och rapporteras vara lika långt som ett helt datorrollspel.

## Mottagande
Devil Survivor 2 såldes i 63 008 exemplar under sin första vecka, och var det tredje bäst säljande spelet i Japan under den veckan, efter Rhythm Heaven och Queen's Gate: Spiral Chaos. Under motsvarande tidsperiod var Record Breaker det bäst säljande spelet i Japan, med 53 264 sålda exemplar.